# Nassarius incrassatus
Nassarius incrassatus är en snäckart som först beskrevs av Stroem 1768.  Nassarius incrassatus ingår i släktet nätsnäckor, och familjen Nassariidae. Arten är reproducerande i Sverige. Inga underarter finns listade i Catalogue of Life.